# My All American
My All American es una película biográfica estadounidense de 2015 dirigida y escrita por Angelo Pizzo. Basada en la vida del jugador de fútbol universitario Freddie Steinmark, es una adaptación del libro Corage Beyond The Game: The Freddie Steinmark Story de Jim Dent. Está protagonizada por Finn Wittrock, Sarah Bolger, Aaron Eckhart, Robin Tunney, Michael Reilly Burke, Juston Street y Mackenzie Meehan. La película se estrenó el 13 de noviembre de 2015, el mismo año que se publicó la biografía Freddie Steinmark: Faith, Family, Football. 

## Sinopsis
A la estrella de fútbol americano universitario Freddie Steinmark (Finn Wittrock) se le diagnostica un cáncer tras ganar el título nacional en 1969.

## Reparto
- Finn Wittrock – Freddie Steinmark
- Sarah Bolger – Linda Wheeler
- Aaron Eckhart – Darrell Royal
- Robin Tunney – Gloria Steinmark
- Michael Reilly Burke – Fred Steinmark
- Juston Street – James Street
- Mackenzie Meehan – Enfermera Fuller

- Datos: Q20720712